# Pluto (dwergplaneet)
Pluto is een dwergplaneet in de Kuipergordel, de voorlaatste zone van het zonnestelsel. De dwergplaneet is vernoemd naar de Romeinse god van de onderwereld, Pluto. Pluto werd in 1930 ontdekt door de Amerikaan Clyde Tombaugh en werd tot 2006 geclassificeerd als de negende planeet. Hij heeft in de catalogus van planetoïden nummer 134340.
De sterk excentrische baan van Pluto ligt grotendeels buiten die van de planeet Neptunus. Hij draait in 248 jaar om de zon en is gemiddeld bijna 40 maal zo ver ervan verwijderd als de Aarde.
Pluto heeft vijf manen, waarvan de grootste – Charon – zoveel massa heeft dat Pluto en Charon rond een gemeenschappelijk zwaartepunt draaien dat buiten het oppervlak van Pluto zelf ligt, waardoor beide hemellichamen door sommigen als een dubbel-dwergplaneet worden gezien.

## Ontdekking van Pluto
Pluto werd op 18 februari 1930 ontdekt door de astronoom Clyde Tombaugh tijdens het vergelijken van fotografische platen met behulp van een blinkcomparator op het Lowell Observatory in Arizona. Tombaugh was op zoek naar een onbekende Planeet X in een baan buiten Neptunus, die was voorspeld door Percival Lowell.
De naam Pluto is niet geheel willekeurig gekozen: hij begint met de initialen van voornoemde Percival Lowell, de astronoom die lange tijd heeft gezocht naar een negende planeet, maar dit hemellichaam nooit heeft kunnen ontdekken. Een toen elfjarig meisje genaamd Venetia Burney (1918-2009) was degene die de naam 'Pluto' voorstelde. Een ligatuur van de letters P en L, , werd gekozen als het eerst symbool van Pluto; een ander is , een symbool van Pluto's staf. Geen van beide is tegenwoordig gebruikelijk in de astronomie. Ze worden meestal gebruikt in astrologie.

## Pluto in cijfers
- Gemiddelde baansnelheid: 4,7 km/s
- Helling van het baanvlak tegen over het baanvlak van de aarde: 17,14°
- Soortelijke massa (dichtheid): 2,1 g/cm³
- Ontsnappingssnelheid: 1,2 km/s
- Diameter: 2.370 km
- Dag: 6,4 aardse dagen
- Jaar: 248,2 aardse jaren
- Aantal manen: 5
- Gemiddelde temperatuur: -230 °C (ligt tussen -233 en -223 °C)[4]
- Totale oppervlakte: ruim 17 miljoen km² (=ongeveer evenveel als de oppervlakte van Rusland)

## Baan rond de zon
De baan van Pluto is zo excentrisch dat dit hemellichaam gedurende 20 jaar van zijn 248 jaar durende omlooptijd dichter bij de Zon staat dan de planeet Neptunus. De laatste keer dat dit gebeurde was van 7 februari 1979 tot 11 februari 1999. Desondanks zullen beide hemellichamen elkaar nooit raken, omdat ze een baanresonantie hebben. Behalve Pluto bewegen er andere Kuipergordel-objecten in een vergelijkbare baan, met een 2:3 baanresonantie met Neptunus: de Plutino's. Enkele bekende objecten in deze klasse zijn (90482) Orcus en (28978) Ixion.

## Karakteristieken

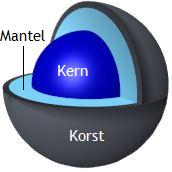
Vermoedelijke samenstelling van Pluto

### Samenstelling
Over de samenstelling van Pluto was tot aan de komst van de sonde New Horizons in juli 2015 vrijwel niets bekend. De gemiddelde dichtheid van de dwergplaneet, ongeveer 2,0 g/cm³, houdt het midden tussen die van (water)ijs (0,9 g/cm³) en gesteente (ruim 3 g/cm³). De meest gangbare theorieën gaan daarom uit van een steenachtige kern met daaromheen een mantel van bevroren water.

### Atmosfeer
Op 19 augustus 1985 vond een sterbedekking door Pluto plaats: de dwergplaneet schoof, vanaf de aarde gezien, voor een ster langs. Het licht van die ster bleek niet abrupt achter Pluto te verdwijnen en terug te keren, maar geleidelijk. Dit bewees dat Pluto een ijle atmosfeer heeft. De druk daarvan bedroeg in 1985 ongeveer 0,15 Pa; bij een sterbedekking in 2002 bleek dit verdubbeld tot 0,3 Pa. Misschien is de druk aan het oppervlak nog wat hoger (10 Pa of meer), want de atmosfeer zou dieper kunnen zijn dan werd aangenomen (de dwergplaneet zelf zou dan iets kleiner zijn).
Waarnemingen door New Horizons lieten zien dat de atmosfeer zich tot 1600 km boven de oppervlakte uitstrekt. Eerdere waarnemingen toonden slechts een atmosfeer tot 270 km. Alice, de spectrograaf aan boord, mat de atmosfeer vanaf een uur na de passage met de planeet. Pluto bevond zich toen tussen de zon en de sonde, waardoor zijn atmosfeer goed zichtbaar was. Door inwerking van de zonnewind die de planeet afstroopt vormt zich een staart van stikstofionen. Stikstofmoleculen van Pluto's atmosfeer worden geïoniseerd door ultraviolet zonlicht, opgepikt door de zonnewind en vormen zo een staart. Het SWAP-meetinstrument registreerde deze staart op een afstand tussen 77.000 en 109.000 km tot Pluto. Hoe ver deze staart van plasma zich uitstrekt is onbekend.
De samenstelling van de atmosfeer is vrijwel gelijk aan die van de Neptunusmaan Triton. Uit het gemeten molecuulgewicht volgt dat stikstof het hoofdbestanddeel is; met spectraalanalyse zijn verder methaan en koolstofmonoxide aangetoond. Deze atmosfeer ontstaat door sublimatie van bevroren stikstof en andere ijzen aan het oppervlak van de dwergplaneet. Wanneer als gevolg van de excentrische baan Pluto's afstand tot de zon groter wordt, zal de atmosfeer weer vrijwel volledig bevriezen. De geringe zwaartekracht van Pluto maakt dat atmosferische gassen vrij makkelijk van de dwergplaneet wegstromen, vooral het lichte methaan; mogelijk belandt een deel bij Charon, die aldus eveneens een heel ijle atmosfeer zou kunnen opbouwen.
Het blijft een raadsel hoe Pluto de verloren gegane hoeveelheid stikstof aanvult. Een mogelijkheid is komeetinslagen of daardoor veroorzaakte kraters. De rekenmodellen gaven echter aan dat die niet voldoende stikstof genereren om de weggelekte hoeveelheden stikstof aan te vullen. Een andere mogelijkheid is het vrijkomen van stikstof door geologische activiteit (zoals cryovulkanisme) op de planeet. Landschapskenmerken wijzen erop dat de bodem mogelijk warmte uitstraalt, maar aanvullend onderzoek is noodzakelijk.
New Horizons' luchtdrukmeting van de oppervlakte gaf verder aan dat Pluto's atmosferische druk in twee jaar tijd lijkt te zijn gehalveerd. Dit is in tegenspraak met eerdere waarnemingen vanaf de Aarde vanaf de late jaren '80, die er juist op wezen dat de dampkring van Pluto dichter werd. Die observaties gingen overigens in tegen de heersende opvatting dat de atmosfeer zou condenseren en uitsneeuwen over het oppervlak van Pluto, omdat de planeet zich van de zon verwijdert. In de atmosfeer komen heiige lagen voor tot op een hoogte van 160 km, vijfmaal hoger dan verwacht.

### Uiterlijk
Het oppervlak van Pluto bestaat uit valleien, vermoedelijk ontstaan door erosie door vloeibaar materiaal. Uit waterijs bestaande bergen rusten op een ondergrond van bevroren stikstof. Sputnik Planitia is een relatief vlak, met ijs bedekt gebied met een pokdalig oppervlak, vermoedelijk minder dan 100 miljoen jaar oud. Ten noorden hiervan komen stikstofgletsjers voor. Het maakt deel uit van het grotere, hartvormige vlak op Pluto, dat 'Tombaugh Regio' werd gedoopt naar de ontdekker van de dwergplaneet. Norgay Montes (genoemd naar Tenzing Norgay) toont bergpieken tot 3300 meter hoogte. Op 110 km afstand zijn de bergtoppen van de Hillary Montes zichtbaar (genoemd naar Edmund Hillary), die een hoogte van 1 à 1½ km hebben.

## Pluto's manen
Er zijn vijf manen van Pluto bekend: Charon, Nix, Hydra, Kerberos en Styx. Voordat de eerste maan, Charon, ontdekt werd, was een populaire aanname dat Pluto zelf eerder een maan van Neptunus zou zijn geweest en uit de baan van die planeet was ontsnapt.

### Charon (134340-I)

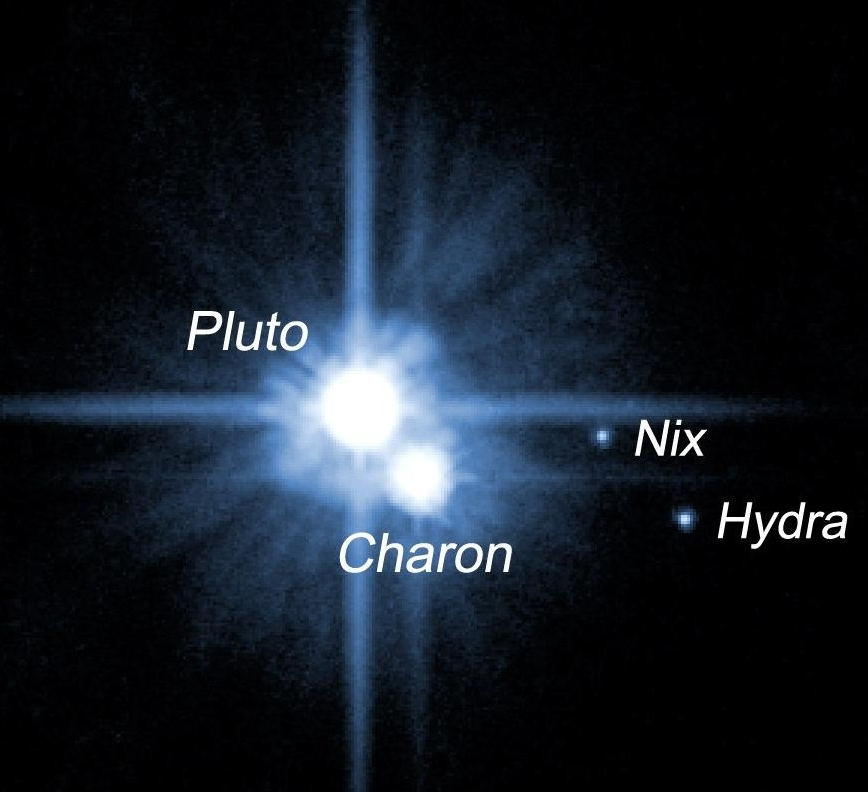
Pluto en drie van zijn manen (Kerberos en Styx staan hier niet op afgebeeld)

Tussen 1978 en 2005 was van Pluto slechts één natuurlijke maan bekend, Charon, die is ontdekt door James Christy en Robert Harrington. Charon heeft een middellijn van 1208 km en draait in een vrijwel cirkelvormige baan om Pluto op een afstand van 19.570 km. De massa van Pluto is slechts acht maal zo groot als die van Charon. Het gevolg daarvan is dat het massazwaartepunt bij deze combinatie ver buiten het oppervlak van Pluto ligt. Een ander opmerkelijk fenomeen is dat deze hemellichamen altijd met dezelfde zijde naar elkaar gericht blijven: ze bevinden zich in een zogeheten synchrone of gebonden rotatie. Uit opnames van de ruimtetelescoop Hubble blijkt dat Charon iets meer blauwig is, waaruit kan worden opgemaakt dat Pluto en Charon een verschillende samenstelling hebben.
Op 13 september 2006 heeft Charon van de Internationale Astronomische Unie (IAU) de aanduiding 134340-I gekregen.

### Nix en Hydra (134340-II en III)
Eind oktober 2005 maakten H.A. Weaver en S.A. Stern bekend dat op Hubblefoto’s uit mei 2005 twee nieuwe manen van Pluto waren ontdekt. Ze kregen de voorlopige aanduidingen S/2005 P 1 en S/2005 P 2. De IAU keurde op 23 juni 2006 officieel de namen Hydra en Nix goed. Gezien hun helderheid bedraagt de diameter van beide maantjes waarschijnlijk tussen de 30 en 160 km. De omlooptijden van de tot dan toe ontdekte drie manen Charon, Nix en Hydra verhouden zich vrijwel precies als 1 : 4 : 6. Dat heeft tot gevolg dat de onderlinge posities van Pluto en zijn drie voornoemde manen zich na iedere twaalf Charon-omlopen (12 × 6,38722 = 76,65 dagen) vrijwel precies herhalen. Een dergelijk verschijnsel wordt baanresonantie genoemd; het kan informatie geven over de wijze waarop het stelsel van Pluto en de drie tot dan toe bekende manen ontstaan is.
Vanaf 13 september 2006 hebben Nix en Hydra van de IAU de aanduidingen 134340-II en 134340-III gekregen.

### Kerberos
Met behulp van Hubbles Wide Field Camera 3 werd op 28 juni en 3 juli 2011 een piepklein vierde maantje gefotografeerd, dat in juli 2013 Kerberos werd gedoopt. Het maantje is mogelijk eerder als een wazig vlekje verschenen op een foto uit 2006, maar doordat een artefact het vlekje grotendeels verborg, werd hier toen geen aandacht aan geschonken. De voorlopige aanduiding ervan is S/2011 (134340) 1.
Hubble maakte de foto's van Pluto in voorbereiding op de onbemande missie New Horizons.

### Styx
Ongeveer een jaar na de ontdekking van de vierde maan van Pluto werd aangekondigd dat er nog een vijfde maan was ontdekt, die ook in juli 2013 Styx werd gedoopt. De voorlopige aanduiding ervan is S/2012 (134340) 1.

### Overzicht van de manen
| Naam                  | Diam. (km) | Massa (1018 kg) | Baanstraal (km) | Omloop- tijd (dagen) | Inclin. | Exc.  | Visuele Magn. | Albedo | Ont- dekt | Opmerkingen                                                      |
| --------------------- | ---------- | --------------- | --------------- | -------------------- | ------- | ----- | ------------- | ------ | --------- | ---------------------------------------------------------------- |
| Charon                | 1205       | 1550            | 19.571 ±4       | 6,387 230            | 96,15°  | 0,000 | 17,26         | 37%    | 1978      | synchrone rotatie; kleur grijs                                   |
| Styx (S/2012 P 1)     | 5-22,5     | -               | 42.000          | 20,2                 | -       | -     | -             | -      | 2012      | -                                                                |
| Nix (S/2005 P 2)      | 93         | ~0,1–1          | 48.675 ±120     | 24,856               | 96°     | 0,002 | 24,55 ±0,02   | 4–35%  | 2005      | baanresonantie met Charon; kleur roodachtig (net als Pluto zelf) |
| Kerberos (S/2011 P 1) | 13–24      | -               | 59.000          | 32,1                 | -       | -     | -             | -      | 2011      | -                                                                |
| Hydra (S/2005 P 1)    | 43 x 33    | ~0,1–1          | 64.780 ±90      | 38,206               | 96°     | 0,005 | 24,39 ±0,02   | 4–35%  | 2005      | baanresonantie met Charon; kleur grijs                           |

## Status van Pluto

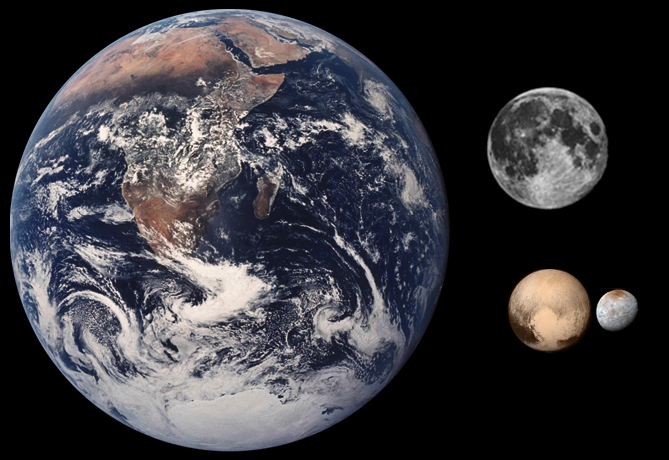
Pluto en Charon zijn hier afgebeeld op gelijke schaal ten opzichte van de Aarde en de Maan

Pluto is kleiner dan onze maan en die geringe omvang en de sterk elliptische baan om de zon waren voor sommige astronomen een reden om te betwijfelen of het object wel tot de planeten moest worden gerekend en niet een planetoïde is, waarvan er inmiddels honderden in de Kuipergordel gevonden zijn. Pluto werd vanaf zijn ontdekking lange tijd beschouwd als de 'negende planeet': daarnaar was men op zoek geweest om baanafwijkingen van Neptunus te verklaren. Deze status bleef onveranderd totdat in 2003 Eris werd ontdekt, een object met een grotere massa dan Pluto, terwijl ook de omvang ervan wat groter leek dan Pluto werd ingeschat. Overigens, volgens latere schattingen is echter de diameter van Pluto toch iets groter dan die van Eris gebleken. Naar aanleiding van die ontdekking werden de discussies omtrent de status van Pluto opnieuw aangewakkerd. Er was dringend behoefte aan een sluitende definitie die eens en voor altijd duidelijk zou maken welke objecten de titel 'planeet' mogen dragen en welke niet.
Op 24 augustus 2006 werd op het 26e congres van de IAU in Praag beslist dat een planeet een object is dat door zijn eigen zwaartekracht bolvormig is, zich in een baan rond een ster bevindt en de omgeving van zijn baan schoongeveegd heeft van andere objecten. Pluto voldoet wel aan de eerste twee voorwaarden, maar niet aan de laatste. De klassering als planeet werd twijfelachtig.
Omdat Pluto wel aan de eerste twee criteria voor een planeet voldoet, werd er een nieuwe "tussencategorie" in het leven geroepen, die Pluto en vergelijkbare hemellichamen moest onderscheiden van de miljoenen andere objecten in het zonnestelsel. Pluto is sindsdien samen met onder andere Eris en Ceres geklasseerd als dwergplaneet. Er worden nog voortdurend nieuwe hemellichamen ontdekt die tot deze categorie behoren.

## Waarneming en verkenning

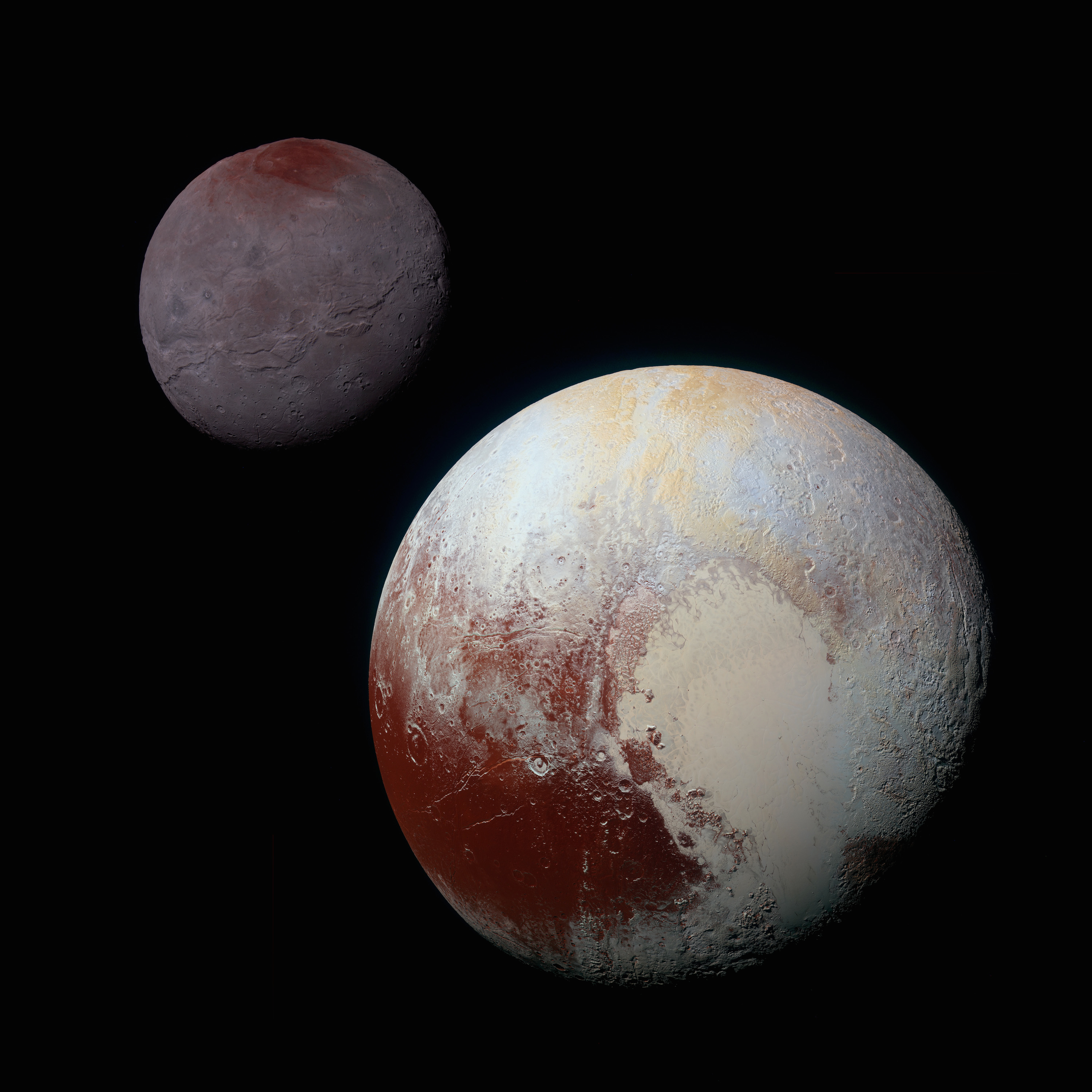
Opnames van Pluto en Charon door New Horizons

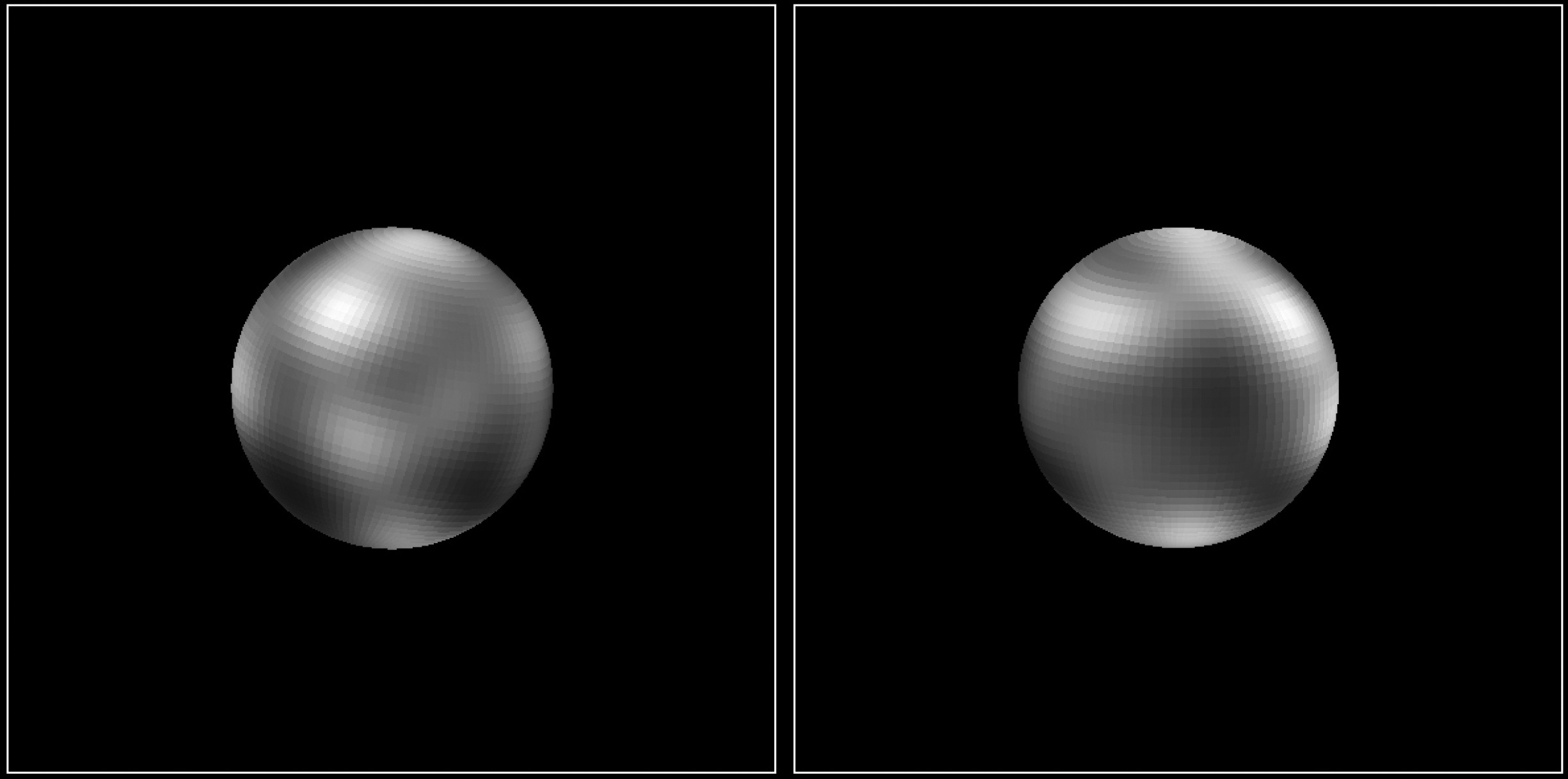
Pluto waargenomen door Hubble in 1996

Pluto heeft ongeveer magnitude 14 en is al met een redelijk grote amateurtelescoop (diameter 20-25 cm) te zien, maar details zijn zelfs met grote telescopen nauwelijks waarneembaar. Aan het eind van de jaren '80 stonden Pluto en Charon gezien vanaf de aarde afwisselend voor elkaar (occultatie), waardoor uit de wisselende helderheden details over de oppervlakte herleid konden worden. Hieruit werd onder andere duidelijk dat Pluto ijskappen heeft aan de polen en er werden rond de evenaar donkere plekken aangetroffen. Met de Hubble-ruimtetelescoop zijn foto's gemaakt van Pluto waarop zwakke contouren te onderscheiden zijn.
De eerste onbemande missie naar Pluto werd ondernomen met de NASA-ruimtesonde New Horizons, met aan boord een klein deel van de as van de in 1997 overleden ontdekker van Pluto, Clyde Tombaugh. Het ruimtevaartuig werd gelanceerd op 19 januari 2006, en was op 14 juli 2015, na een reis van meer dan 9 jaar, de dwergplaneet op een afstand van 12.500 km met hoge snelheid gepasseerd. Er zijn gedetailleerde foto's gemaakt van Pluto en Charon (en andere manen) en er is onderzoek verricht naar de atmosfeer. Sinds 2016 heeft New Horizons nog andere objecten in de Kuipergordel nader bestudeerd. Na uitvoering van alle geplande missies anno 2020 zal de sonde het zonnestelsel verlaten en diep in het heelal verdwijnen. Uiteindelijk zal het contact met New Horizons verloren gaan.
Een voor december 2004 geplande ruimtemissie met de Pluto Kuiper Express werd geannuleerd wegens financiële problemen.